# コヤマドライビングスクール
株式会社コヤマドライビングスクールは、東京都および神奈川県で自動車教習所を運営する企業。

## 沿革
- 1930年 - 創設者 早川甚太郎が現在の品川警察署近くに品川自動車練習所を開設。
- 1957年 - 中央区晴海に晴海自動車練習所（後のコヤマドライビングスクール晴海）設立
- 1961年 - 二子玉川自動車教習所（現・コヤマドライビングスクール二子玉川）設立。
- 1964年 - 綱島自動車教習所（現・コヤマドライビングスクール横浜）設立。
- 1975年 - 二子玉川自動車教習所で日本初の模擬運転教習（カートレーチャー）を開始。日立製作所とコヤマグループが無線車を共同開発し、日本初の無線教習を開始。
- 1977年 - 業界初のCIを導入、新社名をコヤマドライビングスクールとして統一。ロゴ・マーク・シンボルカラー・スローガンなどを制定。
- 1985年 - 古い教習所のイメージを一掃し、「明るく・楽しく・お洒落な」新しい教習所のイ メージ展開を開始。キャラクター「パパル」誕生。
- 1986年 - レディースインストラクター第1号誕生。
- 1988年 - 二子玉川校で入校生数1万人突破。年間入校生数の日本記録を樹立。
- 1994年 - コヤマドライビングスクール石神井を設立。
- 1996年 - 晴海校が東村山市に移転オープン（現・コヤマドライビングスクール秋津）。
- 1999年 - 日本初、英語による外国人教習の教習計画が東京都公安委員会で承認され、二子玉川校で教習スタート。日本初、教習所専用マナーマニュアルを制作。
- 2001年 - 「男女労働者に優しい職場推進企業」として「東京都産業労働局長賞」「働きやすい職場特別賞」を受賞。
- 2002年 - 社内初の女性検定員誕生。障がい者教習スタート。手話教習（学科・技能）開始。障がい者用ジョイスティック車による教習開始。
- 2003年 - 全校で施設をバリアフリー化。
- 2004年 - 日本で最大級の手話ライブ「D'LIVE」を開催（以後、現在まで）。
- 2005年 - 二子玉川校新校舎オープン。
- 2006年 - 二子玉川校に併設された東京都認証保育所「パパルキッズルーム」オープン。
- 2007年 - 日本初、「教習所マナー検定」を実施。
- 2008年 - 全校で英語による外国人教習を実施。
- 2009年 - 日本初、ハーレーダビッドソンの大型二輪教習をスタート。翌年、全校で実施。二子玉川校が普通車の年間入校生数日本一　（4,743　名）を達成。
- 2010年 - NPO法人自動車学校マナー推進協議会による「マナー検定4級」に全社員合格。
- 2011年 - 手話ライブ「D'LIVE」が日本イベント大賞に入選。東日カーライフグループが経営していた自動車学校「東京日産ドライビングカレッジ」を譲受し「コヤマドライビングスクール成城」に変更。東日本大震災の被災地で、ボランティア活動に参加。
- 2012年 - 東京商工会議所「勇気ある経営大賞」優秀賞受賞。
- 2013年 - 記念すべき10回目の手話ライブ「D'LIVE」を開催。
- 2015年 - 厚生労働省「均等・両立推進企業表彰」で東京労働局長奨励賞を受賞。
- 2016年 - 「子育てサポート企業」として厚生労働大臣より『くるみん』認定。日本初、Audi Ａ3を教習車として導入。
- 2018年 - 綱島校の名称を「コヤマドライビングスクール横浜」に変更。

## 事業所一覧
コヤマドライビングスクール二子玉川
- 東京都世田谷区玉川3丁目43番1号
- 取扱車種：普通、普通二種、普通二輪、大型二輪、準中型、中型、けん引、大型特殊
- 使用車種：アウディ・A3 / BMW 320i / BMW・X1 / マツダ・アクセラ / ホンダ・グレイス

コヤマドライビングスクール石神井
- 東京都練馬区谷原1丁目4番4号
- 取扱車種：普通、普通二種、普通二輪、大型二輪、準中型、中型、けん引、大型特殊
- 使用車種：Audi A3 / マツダ・アクセラ / ホンダ・グレイス

コヤマドライビングスクール秋津
- 東京都東村山市秋津町3丁目15番18号
- 取扱車種：普通、普通二輪、大型二輪、準中型、中型、大型、大型二種、けん引、大型特殊
- 使用車種：Audi A3 / BMW320i / BMW X1 / マツダ・アクセラ / ホンダ・グレイス

コヤマドライビングスクール横浜
- 神奈川県横浜市港北区大曽根2丁目48番13号
- 取扱車種：普通、普通二輪、大型二輪、準中型、中型、けん引、大型特殊
- 使用車種：Audi A3 / BMW320i / マツダ・アクセラ

コヤマドライビングスクール成城
- 東京都世田谷区岡本3丁目40番2号
- 取扱車種：普通、普通二種
- 使用車種：Audi A3 / BMW X1 / マツダ・アクセラ / ホンダ・グレイス / トヨタ・アクシオ

この他、東京都中央区晴海（現・トリトンスクエア）に「晴海校」が存在したが、のちに東村山市へ移転して現在の「秋津校」となっている。

## 特徴
- 在校生用に託児室を設けている。
- 英語での学科、技能教習を行っている。英語教習では全て英語の教材を使用し、学科、技能の試験等も英語で実施している。
- 聴覚障がい者のための手話での教習を行っている。
- 車いすで施設を利用できるようにバリアフリーの校舎にしている。
- インストラクターのうち約3割が女性である。
- 高速教習では、外国車Audi A3やBMWを使用している。
- 1989年、全国の自動車教習所としてはいち早く、インストラクターを生徒が選べるシステムを導入した。
- 無料送迎バスが充実しており、各校から西武池袋線・新宿線、JR武蔵野線、小田急小田原線、東急田園都市線・大井町線、横浜市営地下鉄ブルーラインなどの最寄り駅へ多数運行している。特に石神井校は、山手線内側の都心部にある大学近隣からも運行している。

## コヤマ交通教育サービス
コヤマドライビングスクールの完全子会社として、株式会社コヤマ交通教育サービスがあり、教本などの教材作成や、eラーニングシステムの開発などを行なっている。
- 1989年 - 設立。
- 1995年 - 初めての教本を刊行。

## 教本
- 運転教本 AT/MT合本
- 学科教本
- 指導員用学科教本
- 二輪運転教本
- 二種学科教本
- 二種運転教本

## 外国人用教材
- 英語版運転教本AT/MT合本
- 英語版学科教本
- 英語版問題集
- 中国語版学科教本
- 用語解説集

## 問題集
- 項目別ポイント1000
- 仮免・本免問題集
- 二種専門問題集

## マナーマニュアル
- 教習所マナーマニュアル
- マナー問題集 実例200

## 聴覚障害者向け教材
- 用語解説集
- ワイドミラー条件対応 運転教本

## 関連会社
- 株式会社コヤマ交通教育サービス
- 株式会社プロスタッフ